# Hans Bartels
Hans Bartels (ur. 5 lipca 1910 we Frankfurcie nad Menem, zm. 31 lipca 1945 k. Rendsburga) – niemiecki oficer Kriegsmarine w stopniu komandora podporucznika (Korvettenkapitän) służący w czasie II wojny światowej, odznaczony Krzyżem Rycerskim Krzyża Żelaznego. Kapitan trałowca M1

## Oznaczenia
- Odznaka za Służbę Wojskową IV klasy (2 października 1936)
- Medal Pamiątkowy 1 października 1938 (20 grudnia 1939)
- Krzyż Żelazny (1939)
  - II Klasy (19 lutego 1940)
  - I Klasy (11 maja 1940)
- Krzyż Rycerski Krzyża Żelaznego (16 maja 1940)